# Dive!!
Dive!! (ダイブ Daibu?) es una serie de novelas japonesas escritas por Eto Mori, con base y argumento en los clavados de natación. Ha sido publicada por la editorial Kōdansha entre el 20 de agosto de 2000 y el 8 de agosto de 2002, finalizando con un total de cuatro volúmenes. Dive!! también ha sido adaptada a otros medios, tales como una película de acción real, dos series de manga y una serie de anime, la cual comenzó a emitirse el 6 de julio de 2017.

## Argumento
La historia se centra en Tomoki Sakai, un joven miembro del club de clavados «Mizuki Diving Club» (MDC). El MDC ha caído en tiempos difíciles luego de la muerte del fundador y presidente de la empresa Mizuki, con sus patrocinadores a punto de retirarles su apoyo. No obstante, estos prometen dar al club otro año de patrocinio solo si la nueva entrenadora, Kayoko Asaki, es capaz de lograr que al menos uno de los miembros del club consiga calificar para los Juegos Olímpicos en el periodo de un año.

## Personajes

### Principales
Tomoki Sakai (坂井 知季 Sakai Tomoki?)
Voz por: Yūki Kaji, Kento Hayashi (acción real)
Es el personaje principal de la historia. Tomoki es un estudiante de secundaria que ha sido miembro del MDC por seis años, luego de ver los clavados de Yōichi y quedar impresionado con este. Yōichi fue también quien le invitó a unirse al club. Es dueño de una flexibilidad innata y de una excelente visión dinámica. Al comienzo, tenía miedo de los clavados y solía saltar con los ojos cerrados, pero fue gracias a la ayuda de Yōichi que logró dejar atrás este temor. Con la guía de Kayoko, mejora rápidamente en sus clavados.
Yōichi Fujitani (富士 谷要一 Fujitani Yōichi?)
Voz por: Takahiro Sakurai, Sōsuke Ikematsu (acción real)
Yōichi fue campeón durante tres años consecutivos en las competencias de clavados de la escuela intermedia. Su padre es un exatleta olímpico y su madre también es una clavadista de renombre, por lo que algunas veces es llamado como un "pura sangre" por Tomoki.
Shibuki Okitsu (沖津 飛沫 Okitsu Shibuki?)
Voz por: Yūichi Nakamura, Junpei Mizobata (acción real)

### MDC
Reiji Maruyama (丸山 レイジ Maruyama Reiji?)
Voz por: Kōki Uchiyama
Ryō Ōhiro (大広 陵 Ouhiro Ryou?)
Voz por: Ryōta Ōsaka
Sachiya Yoshida (吉田 幸也 Yoshida Sachiya?)
Voz por: Yūsuke Kobayashi

### Entrenadores de MDC
Kayoko Asaki (麻木夏 陽子 Asaki Kayoko?)
Voz por: Kaori Nazuka
Keisuke Fujitani (富士谷 敬介 Fujitani Keisuke?)
Voz por: Katsuyuki Konishi
Chikara Ōshima (大島 Ōshima Chikara?)
Voz por: Wataru Hatano

### Rivales
Kenichirō Teramoto (寺本 健一郎 Teramoto Kenichirō?)
Kiyotaka Matsuno (松野 清孝 Matsuno Kiyotaka?)
Voz por: Kenshō Ono
Atsuhiko Yamada (山田 篤彦 Yamada Atsuhiko?)
Voz por: Tomokazu Sugita
Toshihiko Tsuji (辻 利彦 Tsuji Toshihiko?)
Voz por: Shōta Aoi
Jirō Hirayama (平山 二郎 Hiryama Jirō?)
Voz por: Kengo Kawanishi

## Medios

### Manga
Una adaptación a serie de manga escrita por Eto Mori e ilustrada por Masahiro Ikeno estuvo vigente en la revista Shūkan Shōnen Sunday de Shōgakukan entre 2007 y 2008. En 2017, se anunció una nueva adaptación a manga escrita por Eto Mori e ilustrada por Ruzuru Akashiba, la cual será publicada en la revista Young Ace de Kadokawa Shōten.

### Película de acción real
Una película de acción real basada en las novelas fue lanzada en 2008, siendo dirigida por Naoto Kumazawa y protagonizada por Kento Hayashi.

### Anime
Una serie de anime comenzó a emitirse el 6 de julio de 2017 en el bloque NoitaminA de la televisiva Fuji Television. Es dirigida por Kaoru Suzuki, producida por el estudio Zero-G, escrita por Tōko Machida y con música compuesta por Yuki Hayashi. El tema de apertura es "Taiyō mo Hitoribocchi" por la banda Qyoto, mientras que el de cierre es "NEW WORLD" interpretado por Yūta Hashimoto.
| #  | Título                      | Estreno                  |
| -- | --------------------------- | ------------------------ |
| 1  | «Zambullida»                | 7 de julio de 2017       |
| 2  | «Dagón de la concentración» | 14 de julio de 2017      |
| 3  | «Llega Shibuki»             | 21 de julio de 2017      |
| 4  | «Los hombres fuertes»       | 28 de julio de 2017      |
| 5  | «Los días de gray»          | 4 de agosto de 2017      |
| 6  | «Ojos de diamante»          | 11 de agosto de 2017     |
| 7  | «Estimados amigos»          | 18 de agosto de 2017     |
| 8  | «¡Te envidio!»              | 25 de agosto de 2017     |
| 9  | «Se aproxima otra etapa»    | 1 de septiembre de 2017  |
| 10 | «Conozcan al monstruo»      | 8 de septiembre de 2017  |
| 11 | «Etapa final»               | 15 de septiembre de 2017 |
| 12 | «El dragón real»            | 22 de septiembre de 2017 |